# Michèle Tabarot

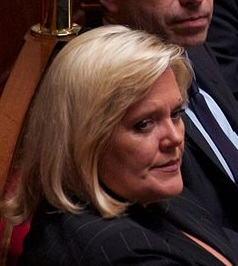
Michèle Tabarot (2013)

Michèle Tabarot (* 16. Oktober 1962 in Alicante, Spanien) ist eine französische Politikerin der UMP. Seit 2002 sitzt sie als Abgeordnete des Départements Alpes-Maritimes in der Nationalversammlung und war von November 2012 bis Juni 2014 als Nachfolgerin von Jean-François Copé Generalsekretärin der UMP, bis sie in diesem Amt von Luc Chatel abgelöst wurde.
Tabarot ist die Tochter des Algerienfranzosen Robert Tabarot, der ein erfolgreicher Boxchampion und einer der Anführer der OAS in Oran war, die mit Gewalt gegen die Unabhängigkeit Algeriens von der französischen Kolonialherrschaft kämpfte. Nach der Unabhängigkeit siedelte sich die Familie zunächst im franquistischen Spanien an, wo Michèle Tabarot geboren wurde, und zog 1969, nachdem die ehemaligen OAS-Aktivisten amnestiert worden waren, nach Frankreich. Unter ihren Vorfahren findet sich allerdings auch der Großonkel Pierre Tabarot, der die sozialistische Zeitung L’Oran républicain mitbegründete.
Tabarot war Mitglied der liberalen und proeuropäischen Partei Parti républicain bzw. seit 1997 von deren Nachfolgeorganisation Démocratie libérale. 2002 ging diese im Mitte-rechts-Parteienbündnis UMP auf, dem sie seither angehört. 1983 bis 1985 arbeitete sie als Beigeordnete (adjointe) des Bürgermeisters von Le Cannet, Pierre Bachelet, der der gaullistischen RPR angehörte. 1995 trat sie schließlich gegen den Amtsinhaber an und gewann die Wahl. Seither regiert sie die Stadt nahe der Côte d’Azur, die eine Hochburg der Konservativen ist. Außerdem gehörte sie 1998–99 und 2004–05 dem conseil régional der Region Provence-Alpes-Côte d’Azur an.
Siehe auch: Liste der Mitglieder der Nationalversammlung der 15. Wahlperiode (Frankreich), Liste der Mitglieder der Nationalversammlung der 14. Wahlperiode (Frankreich), Liste der Mitglieder der Nationalversammlung der 13. Wahlperiode (Frankreich) und Liste der Mitglieder der Nationalversammlung der 12. Wahlperiode (Frankreich)